# Кадагуа
Кадагуа (исп. Cadagua или Kadagua) — река, протекающая по территориям испанских провинций Бургос и Бискайя.
Название реки происходит от имени небольшой деревни, откуда Кадагуа берёт своё начало. Деревня Кадагуа входит в муниципалитет Валье-де-Мена (Бургос, Испания).
Вплоть до последнего десятилетия XX века на берегах реки стояли мельницы для производства электроэнергии. В настоящее время планируется построить четыре малых гидроэлектростанции.
Cadagua — компания, которая берёт своё название от этой реки. Компания проектирует и возводит водоочистные сооружения в целях улучшения состояния окружающей среды.